# Дам'єн Грегоріні
Дам'єн Грегоріні (фр. Damien Grégorini, нар. 2 березня 1979, Ніцца) — французький футболіст, що грав на позиції воротаря.

## Ігрова кар'єра
Вихованець «Ніцци», за яку 22 серпня 1998 року дебютував у Лізі 2 в грі проти «Васкеля» (0?2). У дебютному сезоні 1998/99 років він зіграв 15 разів, а з початку наступного сезону він став гравцем основи «Ніцци». Загалом він провів там два сезони, взявши участь у 43 матчах другого дивізіону чемпіонату.
У 2000 році підписав контракт з вищоліговим «Марселем». Він вперше з'явився в Лізі 1 7 лютого 2001 року в матчі з «Ліоном» (1:1). У своєму першому сезоні за «Олімпік» він зіграв 9 разів і посів п'ятнадцяте місце в лізі. У наступному сезоні він зіграв одну гру і в Лізі 1 і посів дев'яте місце з «Олімпіком». Влітку 2002 року був відданий в оренду назад до «Ніцци», де протягом сезону 2002/03 зіграв у всіх 38 матчах чемпіонату, а після завершення ігор чемпіонату приєднався до «Ніцци» на постійній основі. Протягом наступних трьох років він залишався основним воротарем, але у сезоні 2006/07 поступився місцем у складі Уго Льорісу. Загалом він провів у клубі з «Ніцци» чотири з половиною роки, зігравши 147 матчів чемпіонату.
У січні 2007 року перейшов до іншої команди Ліги 1 — «Нансі», де дебютував 3 лютого в матчі проти «Тулузи» (2:1). З моменту свого дебюту в «Нансі» Грегоріні був там резервним воротарем і дублером Дженнаро Брасільяно, але з жовтня 2010 року він став головним воротарем, коли той отримав травму. Завершив ігрову кар'єру у команді 2014 року.

## Виступи за збірні
Протягом 2002 року залучався до складу молодіжної збірної Франції, з якою брав участь у молодіжному чемпіонаті Європи 2002 року у Швейцарії, де французи дійшли до фіналу, програвши Чехії по пенальті. Всього на молодіжному рівні зіграв у 2 офіційних матчах.

## Тренерська кар'єра
По завершенні ігрової кар'єри залишився у «Нансі», де до 2022 року працював тренером воротарів.
Влітку 2022 року став тренером воротарів люксембурзького клубу «Мондерканж». На початку 2023 року через проблему з воротарями 43-річний Грегоріні змушений знову був одягнути рукавички і зіграв у одному матчі чемпіонату Люксембургу як гравець.